# Pseudoautozomální oblast

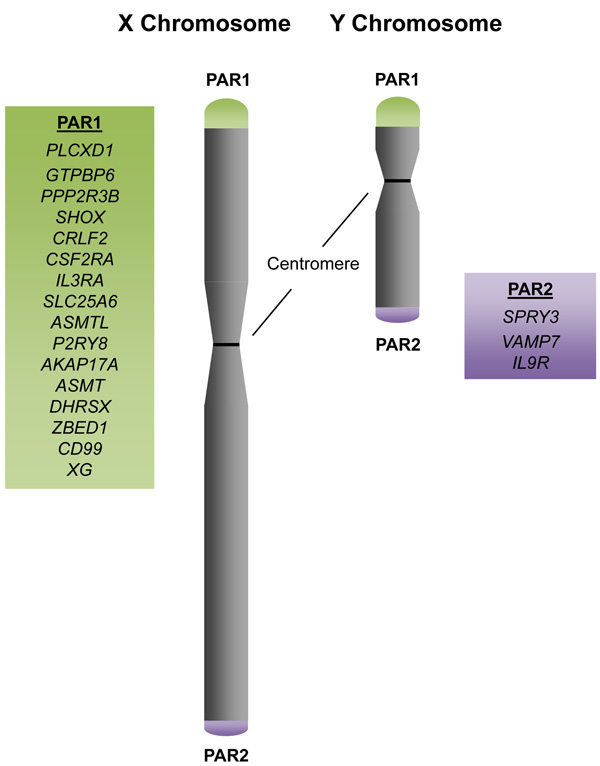
Schema pseudoautozomálních oblastí lidského X a Y chromozomu, včetně určitých genů v nich lokalizovaných

Pseudoautozomální oblast (Pseudoautosomal region, PAR) označuje úsek homologní DNA sekvence v rámci odlišných pohlavních chromozomů, u placentálních savců v případě chromozomu X a Y. Pseudoautozomální oblasti se lokalizují v blízkosti konců chromozomálních ramen a umožňují párování chromozomu X a Y v průběhu vývoje spermatocytů. Nespárované úseky chromozomů X a Y získávají během pachytenní fáze první profáze meiózy specifickou, typicky výrazně kondenzovanou podobu.
Pseudoautozomální oblasti zároveň představují jediný úsek chromozomu X a Y, v rámci něhož je umožněn efektivní crossing-over. Geny zde lokalizované tedy ani nevykazují zřetelnou pohlavně vázanou dědičnost, a kvůli své podobnosti s geny autozomovými se označují jako geny pseudoautozomové. Míra tvorby dvouřetězcových zlomů a rekombinací v pseudoautozomálních oblastech bývá dokonce četnější než v případě autozomů; u myších nepohlavních chromozomů dochází k vytvoření jednoho dvouřetězcového zlomu v průměru na 107 bp, samotná PAR je však dlouhá pouze 7 · 105 bp.
U člověka se rozlišuje úsek PAR1, lokalizovaný na kratším chromozomálním rameni a o délce asi 2,6 Mb, a úsek PAR2, lokalizovaný na delším chromozomálním rameni a o délce asi pouhých 320 kb. Úsek PAR1 je nezbytný pro správný průběh samčí meiózy a obsahuje také větší množství genů (alespoň 24 oproti 4). Geny v rámci PAR1 unikají inaktivaci X chromozomu. Geny v rámci PAR1 jsou spojovány s některými dědičnými chorobami, s příčinnou souvislostí mezi poškozením genu SHOX a nízkým vzrůstem a patologickým vývojem kostí.
V případě savců se pseudoautozomální oblasti objevují u placentálů, nikoli však u vačnatců, u nichž tak nedochází ani k ustanovení synaptonemálního komplexu mezi X a Y chromozomy. Typickou vlastností pseudoautozomálních oblastí je skutečnost, že nejsou evolučně konzervovány, ale naopak podléhaly dynamickému vývoji a četným chromozomálním přestavbám; člověk má v PAR1 ve srovnání s myší pouze dva genové homology, jež jsou navíc u myši lokalizovány na autozomech. Zrychlená míra evoluce PAR1 ve srovnání s analogickými oblastmi autozomů byla zaznamenána i v případě hominoidů, kdy představuje hlavní rekombinační „hotspot“ v rámci genomu. Z hlediska evoluční biologie jsou pseudoautozomální oblasti zároveň náchylné k hromadění variant genů přednostně prospívajících jednomu pohlaví, byť vliv podobných sexuálních konfliktů nebyl v případě evoluce člověka zaznamenán.